# Тёмная (приток Егорлыка)
Тёмная — река в России, левый приток Егорлыка, протекает по Шпаковскому району Ставропольском края.
Входит в «Перечень объектов, подлежащих региональному государственному надзору в области использования и охраны водных объектов на территории Ставропольского края», утверждённый постановлением Правительства Ставропольского края от 5 мая 2015 года № 187-п.

## Этимология
Название реки связано с Тёмным лесом на горе Стрижамент, в котором она берёт начало.

## География и гидрология
Длина реки составляет 20 км, площадь водосборного бассейна 65,4 км². Исток находится около отметки высоты 803 метров в Тёмном лесу на восточных склонах горы Стрижамент. Устье реки находится в 414 км по левому берегу Егорлыка на высоте 315 метров над уровнем моря, в 3 км северо-западнее хутора Польского.
В верховье балки реки Тёмной произрастает участок букового леса, объявленный в 1978 году памятником природы краевого значения. По правому берегу находится бугор Кузихин. Ниже по течению расположены хутора Извещательный, Темнореченский и Польский.
Тёмная имеет 15 притоков общей длиной 32 км, из которых наиболее крупными являются балки Рассыпная и Татарская, выходящие в реку справа. Река маловодная. Питание смешанное: родниковое, снеговое и дождевое.

## Данные водного реестра
По данным государственного водного реестра России относится к Донскому бассейновому округу, водохозяйственный участок реки — Егорлык от истока до Сенгилеевского гидроузла, речной подбассейн реки — бассейн притоков Дона ниже впадения Северского Донца. Речной бассейн реки — Дон (российская часть бассейна).
Код объекта в государственном водном реестре — 05010500312107000016730.